# Xã Copley, Quận Clearwater, Minnesota
Xã Copley (tiếng Anh: Copley Township) là một xã thuộc quận Clearwater, tiểu bang Minnesota, Hoa Kỳ. Năm 2010, dân số của xã này là 872 người.